# Експерименти та спостереження за електрикою
«Експерименти та спостереження за електрикою» — книга середини XVIII століття, що складається з листів Бенджаміна Франкліна.
Написані листи стосуються відкриттів Франкліна про поведінку електрики на основі експериментів та наукових досліджень. Перші три англійські видання книги вийшли у формі брошури. Останні два видання були в книжковому томі з твердими палітурками та книжковим хребтом. Було одинадцять європейських видань книги: п'ять видань англійською мовою, три Французької та німецьке, італійське та латинське видання. «Експерименти та спостереження за електрикою» вважали найважливішою науковою книгою Америки вісімнадцятого століття.
Книга виникла завдяки діяльності вчених Лондонського королівського товариства. Франклін надсилав листи Пітеру Коллінсону і членам Товариства про свої експерименти з електрикою та спостереження, які він робив. Під час читання цих листів на засіданнях товариства, виявлявся великий інтерес, тому деяких із них відправляли до друкарні для публікації в журналі. Суспільний інтерес до листів Франкліна про електроенергію змусив Товариство протягом двох років збирати багато листів та відправляти їх до друкарні для публікації. Перша збірка листів була опублікована у брошурі на дев'яносто сторінок у 1751 році. Незабаром листи доповнювалися і видавалися в нових публікаціях. Врешті-решт до 1769 року він став 496-сторінковим томом. Книга надихнула інших піти слідами Франкліна для подальшого глибокого дослідження електроенергії.

## Передумови

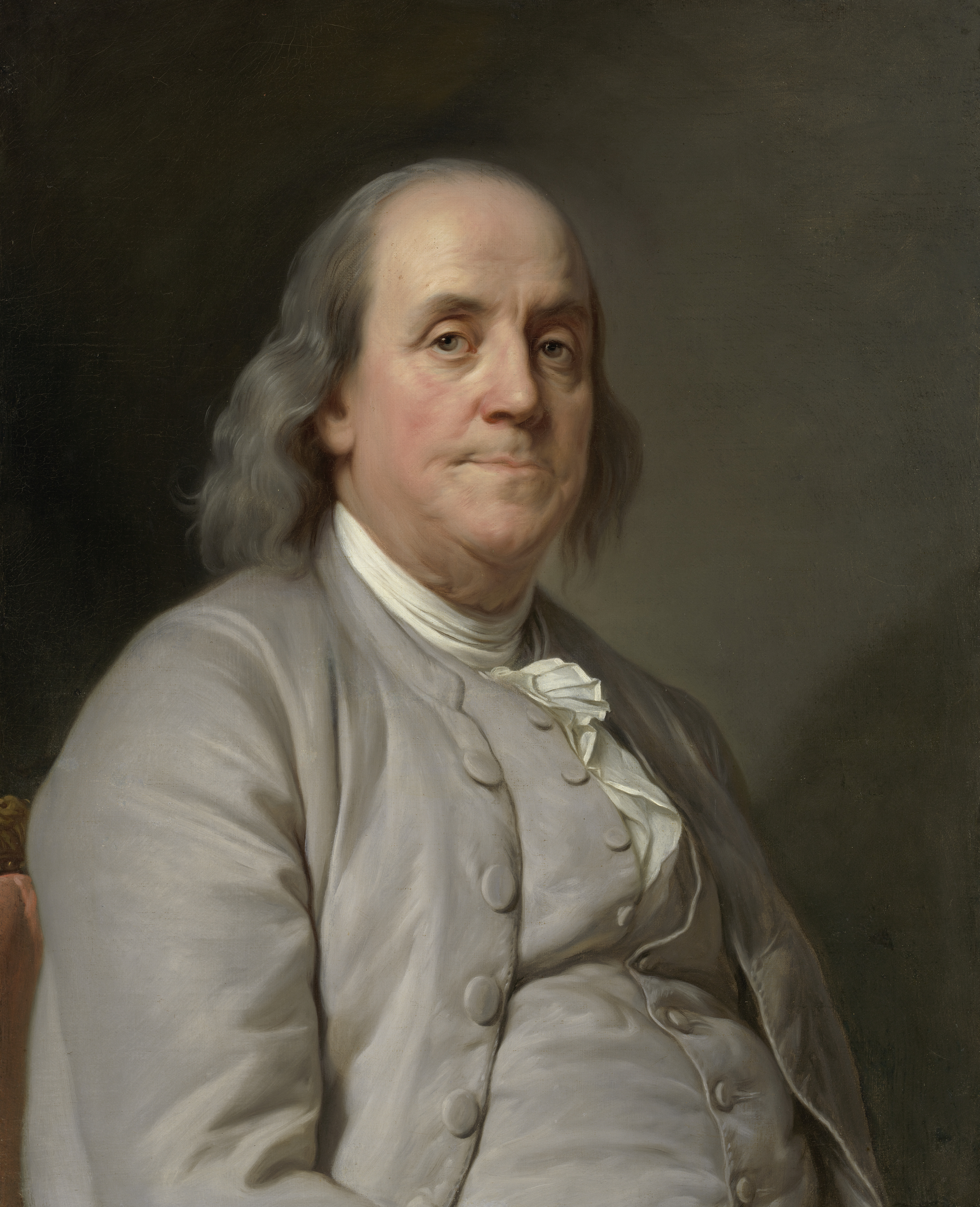
Бенджамін Франклін

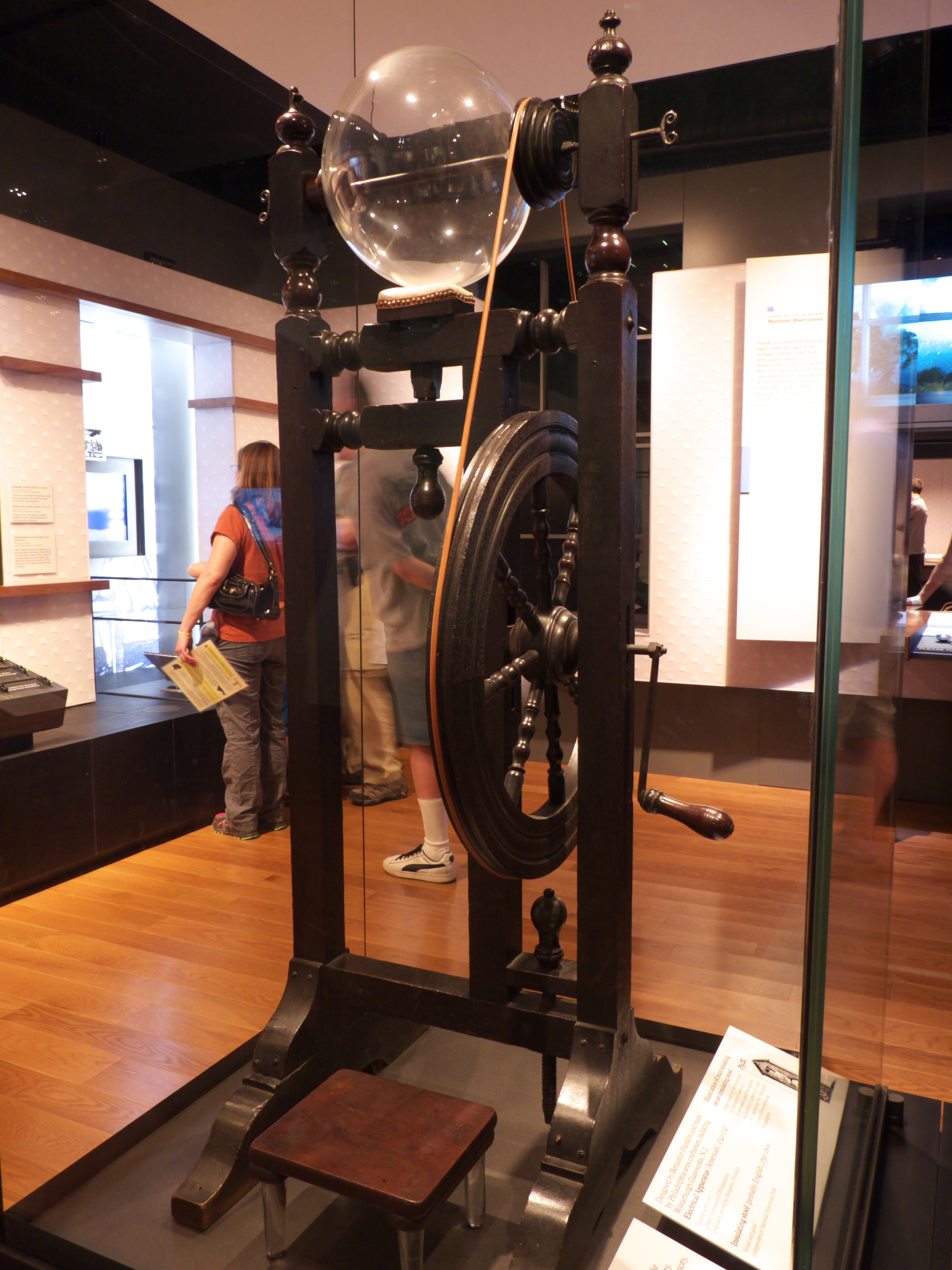
Електростатична машина Франкліна. Експозиція в музеї Інституту Франкліна.

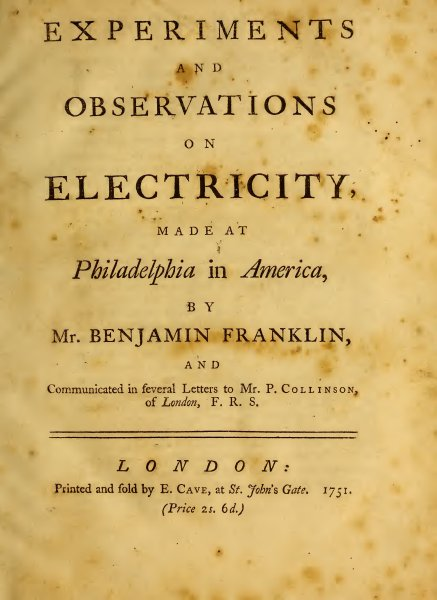
Титульна сторінка оригінальної публікації 1751 року

Вивчення електрики Франкліна вперше привабило, коли він побачив шоумена Арчибальда Спенсера, який проводив магічні демонстрації в Бостоні (1743) та у Філадельфії (1744). Після завершення цих демонстрацій він придбав обладнання Спенсера і використовував його для своїх експериментів з електрикою. Франклін називав Спенсера доктором Спенсом із Шотландії. У віці сорока років, Франклін почав передавати справи своєї поліграфічної компанії діловому партнеру Девіду Холу і пішов у напівпенсію, щоб міг проводити дослідження з електроенергії.
Франклін вперше експериментував зі статичною електрикою в середині 1747 р., називаючи це «новими чудесами». Проводячи свої початкові електричні дослідження, Франклін використав унікальну батарею та скляну трубку, подаровану в 1746 році Пітером Коллінсоном — торговцем тканиною, членом Королівського товариства.
Томас Пенн, син Вільяма Пенна, доповнив обладнання Коллінсона електростатичною машиною. До них Франклін додав електростатичну генераторну машину власної конструкції, яка була більш ефективною, ніж та, яку дав йому Пенн. Франклін побудував її з руків'ям, як у звичайного точильного каменю, яку можна було обертати оператором. Потім простий механічний машинний механізм закрутив вісь і встановив на ній скляну кулю, яка натиралася на тканинній подушці. Скляна сферична куля генерувала «електричний вогонь» (електричний заряд), який передавався через провідники до конденсатора Лейдена. Конденсатор утримував електричний заряд, який потім використовували для експериментів. У основну дослідницьку групу, Франкліна входили Ебенезер Кінерслі, Томас Хопкінсона та Філіп Синг. Це була перша науково-дослідна лабораторія в Америці. Франклін повторив свої експерименти, щоб отримати однакові результати, і записав це спостереження. У цьому процесі він показав, що будь-хто міг би повторити і довести ці результати самостійно.
З 1747 по 1750 роки Франклін витратив багато часу на вивчення цієї нової галузі електроенергії. Він надіслав Колінсону багато листів про свої знахідки. Книга складається зі збірки цих листів. Книга вийшла у формі брошури для перших трьох видань. Останні два видання представляли собою книжковий том із твердими обкладинками. Листи Франкліна пояснювали його експерименти та спостереження, які він робив під час цих експериментів. Він відправив їх Коллінсону, щоб показати, що обладнання, передане в руки групі чоловіків, асоційованій з Бібліотечною компанією Філадельфії, було в даний час гарне застосування.
Вільям Уотсон, вчений, що спеціалізується на вивченні електрики, отримав у 1746 році від доктора Джона Мітчелла довгий лист Франкліна, який містив теорію про грози та загострені провідники, пов'язані з електрикою. Він прочитав частину листа колегам Лондонського королівського товариства 9 листопада 1749 р.. Протягом наступних двох років Коллінсон передав Товариству більше листів Франкліна, які він отримував з описом електричних експериментів зроблених його командою експериментаторів. Багато хто говорив про тенденцію електричного розряду притягуватись до загостреного провідника, який був заземлений.Це стало основою його винаходу Франкліном громовідводу для захисту дерев'яних будівель, таких як будинки та церкви.
Уотсон передав деякі з цих листів Франкліна місцевому видавцеві Едварду Кейву. 1750 року листи були надруковані в «Джентльменському журналі». У квітні 1751 р. Кейв надрукував у публікації більше листів, які включали виправлення, додані особисто Франкліном. Дана публікація отримала назву « Експерименти та спостереження за електроенергією», зроблену у Філадельфії в Америці, паном БЕНЖАМІНОМ ФРЕНКЛІНОМ та передана у кількох листах пану П. Коллінсону з Лондона, ФРС (Лондон). Це була брошура на 90 сторінок із 86 пронумерованими сторінками і включала передмову, написану доктором Джоном Фотергіллом. Перша публікація «Експерименти та спостереження за електроенергією» мала достатньо дорогу ціну у два шилінги та шість пенсів британських грошей, еквівалентно 18 фунтів стерлінгів у 2015 році.

## Зміст

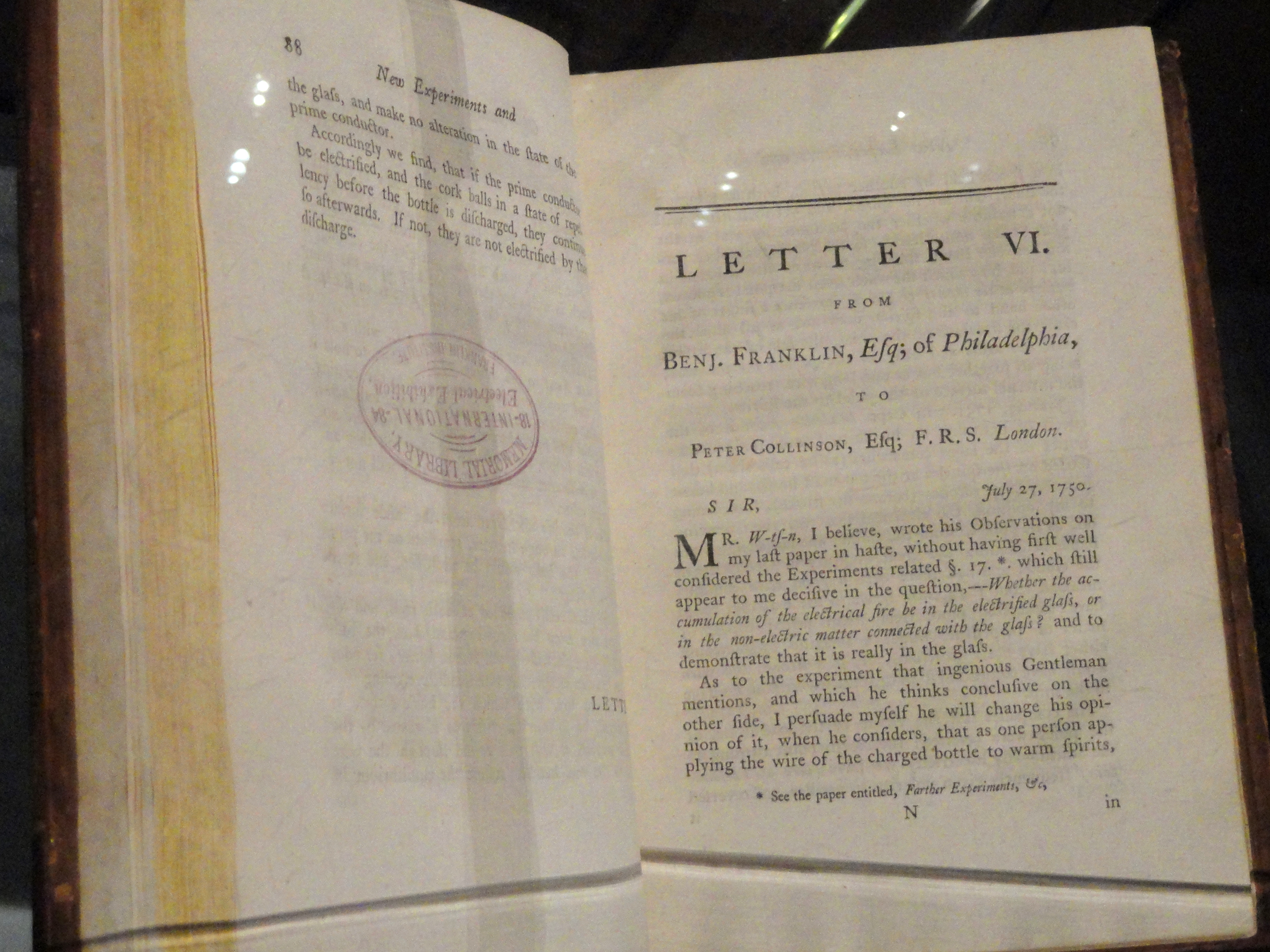
Типовий лист у книзі — 27 липня 1750 року.
Літера V у перших трьох англійських виданнях є
Літера VI у четвертому та п'ятому англійських виданнях.

Книга вісімнадцятого століття складається з колекції листів та есе, написаних Франкліном. Більшість із 25 листів у колекції належали Колінсону. Деякі мали особистий вміст, але більшість стосувалася його експериментів з електрикою та того, що він спостерігав від них. Франклін писав про висновки, до яких він дійшов після наукових експериментів на лейденських банках та грозових хмар. Експерименти та роздуми в кінцевому підсумку привели Франкліна до ідеї громовідводу, і що електрику можна було нешкідливо відводити подалі від будинків та дерев'яних будівель — роблячи це захисним пристроєм.
Книги було п'ять видань англійською мовою. Перші три видання були брошурами з паперовими обкладинками зібраних листів Франкліна. Кожне з цих видань брошури мало додаткові листи, які були додані пізніше, а потім перевидані. Перша публікація 1751 р. була доповнена в 1753 р. ще 20 сторінками і названа Додатковими експериментами та спостереженнями, Частина II і опублікував Е. Кейв. Це було знову доповнене додатковими 44 сторінками в 1754 році, кількість яких становила від 110 до 154. Опубліковано під назвою Нові експерименти та спостереження, частина III, Р. Кейвом, сином Е. Кейва. Друге видання, опубліковане в 1754 р., було передруком I та II частин першого видання. Третє видання, опубліковане в 1760, 1762 і 1764 рр., Було передруком усіх трьох частин першого видання і налічувало 1–154 стор.
У першому наборі листів Франклін говорив про електричний вогонь. Цей термін в 1749 р. замінив назвою електрична рідина. Він написав Колінсону 5 червня 1747 р., що його експерименти показали: електричний вогонь — це новий елемент речовини, який існує як частинки у всій звичайній речовині. Франклін визначив, що процес тертя отриманий тертям, подібним процесу натирання скла тканиною, не створює цих частинок, а лише тимчасово згрупує їх, щоб їх можна було зібрати і потримати в Лейденській банці з водою та металом. За словами Франкліна, на одній стороні банки Лейдена накопичується позитивний (плюс) електричний вогонь, а на іншій — негативним (мінус). Ці значення були абсолютно рівними і, по суті, є сучасним законом збереження заряду. Це важливий принцип сучасної науки, який пояснює мікрофізику електрифікації грубих тіл. У листах Франклін ввів технічні слова, які ми сьогодні використовуємо для речей, пов'язаних з електрикою, таких як плюс, мінус, позитив, мінус, заряд, розряд, якір, удар струмом, електрик, конденсатор, провідник та акумулятор.

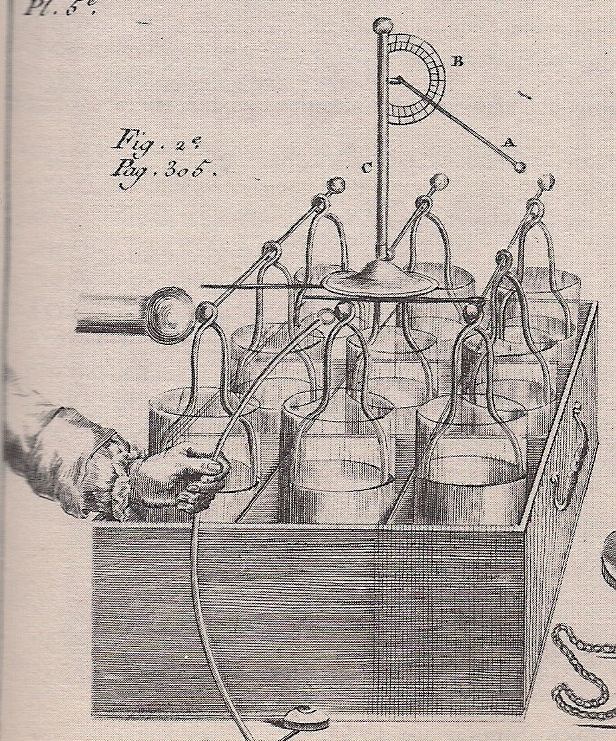
Лейденська банка «електрична батарея»

Перші експерименти Франкліна, описані в листах, пояснили, що баночка Лейдена, тип конденсатора, має рівні та протилежні заряди на внутрішньому та зовнішньому провідниках. Важливою теорією Франкліна, була концепція «розбірного конденсатора». Сьогодні ми називаємо це розподілом зарядів у пристрої, конденсаторі. Він зауважив, що між шматочком непровідного матеріалу з обох сторін накопичувався заряд. У випадку з лейденською банкою це було скло (непровідна речовина), а по обидва боки  — металевий матеріал (провідна речовина). Ці протилежні металеві шари мали абсолютно протилежні електричні заряди (позитивні та негативні). Він зауважив, що коли дріт на внутрішній стороні банки був електризований позитивно на певну кількість, зовнішній провідник одночасно став негативно електризованим у тій же пропорції.
Франклін також пояснив, що в експерименті заряд знаходився в самій склянці, а не у воді всередині банки, як теоретизували інші. Після заряду лейденської банки він вилив воду з неї в іншу лейденську банку, яка не була заряджена. Виявилося, що електрична сила не конденсується у самій воді, оскільки нова банка Лейдена не мала заряду з цією водою від першої банки Лейдена. Потім першу банку наповнили прісною водою, і було виявлено, що в ній є заряд. В результаті зроблено висновок, що саме скло було конденсатором електричної сили. Подальше експериментування показало, що властивістю самого скла є ця «сила» рівних і протилежних зарядів.
В цих листах Франклін пояснює, що баночка не врівноважилась електрично, але дріт з якогось провідного матеріалу повинен був контактувати від внутрішнього провідника (плюс) до зовнішнього провідника (мінус). По суті Франклін спостерігав балансування та поєднання двох різних станів електрики. У пізніших виданнях книги Франклін пояснив і показав на ілюстраціях збірку банок Лейдена, яку він назвав «електричною батареєю» по аналогії військового терміну того часу, коли «батарея» являла собою групу гармат, зібраних разом. Франклін зібрав ряд паралельних пластинчастих конденсаторів з 11 пластин скла. Кожна пластина була «озброєна» свинцевим металевим листом з кожного боку. Він з'єднав їх дротами послідовно, а потім прикріпив головний провід, яким потім міг розрядити акумулятор при торканні до обох сторін.

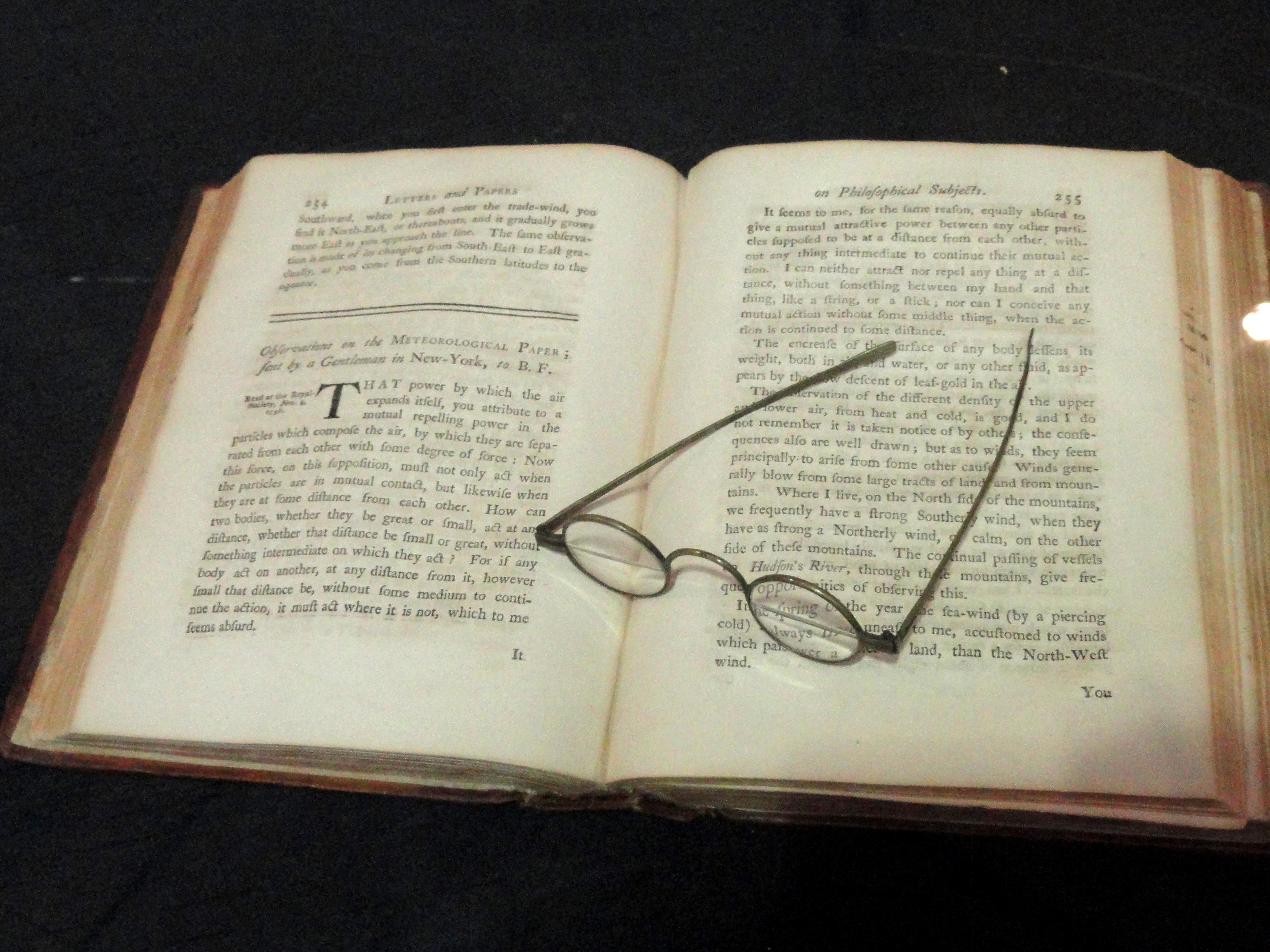
Обсяг четвертого видання збільшений до 496 сторінок.
Мав тверді обкладинки та доповнення до третього видання.
(Біфокальні окуляри Франкліна, показані в книзі)

В 1769 році опубліковано четверте видання, яке є першим повним виданням в одному томі. У цьому виданні він також додав кілька власних філософських нарисів. Четвертим виданням став книжковий том із твердими обкладинками, що збільшив кількість сторінок зі 154 до 496. Франклін додав статті про свій винахід блискавковідводів, метеорологічних спостереженнях, природі людини, прирості населення у всьому світі, водотоках, експериментах з бурштином та інформації про свій винахід у Пенсильванії. У цьому виданні були зображені мідні пластини його конструкції блискавковідводу, нового каміна та електричних експериментів. П'яте англійське видання було опубліковане в 1774 році. Між четвертим та п'ятим виданнями різниця була невелика. Єдиним новим документом, доданим до п'ятого видання, був французький експеримент із блискавкою, зроблений у 1752 році.
Четверте англійське видання було опубліковане в 1769 під особистим керівництвом Франкліна. В цей час він приїжджав до Лондона з Філадельфії. Він вніс кілька виправлень у різні частини перших трьох видань і написав пояснювальні записки. Він додав важливий для нього лист. Це був лист до Колінсона від 28 березня 1747 р. Франклін подякував йому за подарунок німецької «електричної трубки» із вказівками щодо використання її для виробництва електроенергії. Він дуже вдячний за це, тому написав саме цей лист № 1. Потім це покращило послідовність нумерації літер на одиницю з перших трьох видань.

## Видання

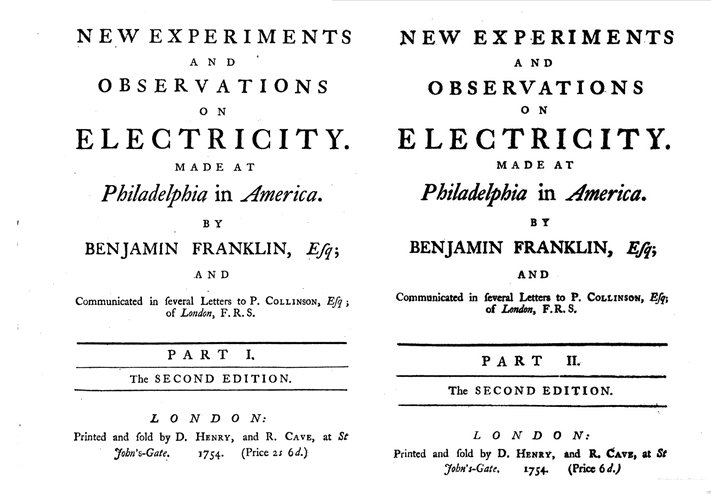
Друге видання 1754 р. Нові експерименти частини I та частини II

Вийшло одинадцять видань «Експериментів та спостережень за електрикою» : п'ять видань англійською мовою, три видання французькою та кожне видання німецькою, італійською та латинською мовами.
- Англійське видання 1.1 надруковано в квітні 1751 р. (Сторінки № 1 — 88) і продано Е. Кейвом біля воріт Св. Джона.[18]
- Англійське видання 1.2, надруковане 1753 (додатковий вип …) і проданий Е. Печерою біля воріт Св. Джона.
- Англійське видання 1.3, надруковане 1754 р. (« Нові експерименти») і продане Д. Генрі біля Воріт Св. Джона.
- Англійське видання 2.1, надруковане 1754 (Нові експерименти) і продане Р. Кейвом біля воріт Св. Джона.
- Англійське видання 2.2, надруковане 1754 р. (« Нові експерименти») і продане Д. Генрі біля воріт Св. Джона.
- Англійське видання 3.1, надруковане в 1760 р. (Сторінки № 1 — 154) і продане Д. Генрі біля Воріт Св. Джона.
- Англійське видання 3.2, надруковане в 1762 р. (Сторінки № 1 — 154) і продане Р. Кейвом біля воріт Святого Іоанна.
- Англійське видання 3.3, надруковане в 1764 р. (Сторінки № 1 — 154) і продане Р. Кейвом біля воріт Святого Іоанна.
- Англійське видання 4.0, надруковане в 1769 р. Для Д. Генрі та продане Ф. Ньюберрі у церкві св. Павла.[36]
- Англійське видання 5.0, надруковане в 1774 р. Для Ф. Ньюберрі і продане ним на подвір'ї св. Павла.[36]

## Сприйняття у Франції

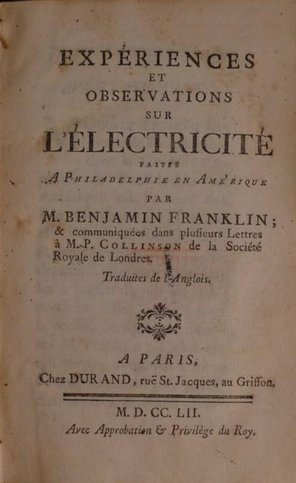
1752 р. Французьке видання

Французький переклад, опублікований у 1752 р., містив експеримент, який передбачає, що довгий загострений залізний стрижень приверне блискавку від грозової хмари. У 1750 році Гопкінсон запропонував Франкліну концепцію того, що електрику залучають точки. Потім Франклін припустив, що загострений залізний стрижень високо над дахом приверне блискавку, якби затвор був електричним. 10 травня 1752 року француз Тома-Франсуа Далібар здійснив запропонований Франкліном експеримент і блискавка вдарила залізний стрижень. У Лондоні це було повторено на Спітал-сквер 20 липня 1752 р. , а в Челмсфорді, Ессекс, 12 серпня 1752 р. Притягнення електрики від грози було здійснено і самим Франкліном в експерименті з повітряними зміями, про який він говорив у листі Коллінсону від 19 жовтня 1752 року. Фізик на ім'я Г. В. Ріхман загинув 1753 року внаслідок удару струмом під час експерименту з повітряними зміями. Франклін довів, що блискавки та електрика — це одне і те ж. Він також показав, що цю «електричну рідину» приваблював різко загострений об'єкт високо в небі. Другий кінець залізного стрижня міг би вкласти в землю, щоб створити шлях для безпечного проведення високовольтної електрики. Таким чином, спосіб захисту дерев'яних будівель від блискавок і збереження їх, від вогню із — за удари блискавки, був виявлений. Винахід блискавковідводу Франкліна з його блискавковідвідним верхнім кутом застосовувався в Америці у вісімнадцятому столітті.
Король Людовик XV, побачивши деякі електричні експерименти, проведені в королівському палаці в Сен-Жермен біля Парижа, Франція, вшанував Франкліна. Однак фізик Жан-Антуан Нолле (1700—1770) опублікував власну теорію про електрику. Він заявив, що ідеї Франкліна були помилковими. Нолле стверджував у 1753 р., що блискавичник Франкліна був не тільки небезпечним, але й марним. Що такий блискавичник притягував блискавки до дерев'яних будівель, змушуючи їх частіше бити. Франклін з часом довів науковій спільноті, що винайдений ним блискавичник не тільки був захисним пристроєм, але й служить для відвернення руйнівної блискавки від будівлі.

## Спадщина
Всі видання книги друкувалися в Європі до 1941 року. Книга є єдиною науковою працею Франкліна. Вона визнана істориками Денисом Сміт та Гері Ф. Куруцем як найважливіша наукова книга Америки вісімнадцятого століття. Публікація цих наукових спостережень за електроенергією зробила Франкліна відомим у всій Європі. Британський багатозначник вісімнадцятого століття Джозеф Прістлі пише у своїй книзі «Історія та сучасний стан електрики» (1767), що ніхто не писав такого поглибленого дослідження електрики з використанням наукових експериментів, подібних до цього Франкліна.
У 1753 р. Бенджамін Франклін отримав від Королівського товариства медаль Коплі, як визнання його роботи в галузі електроенергетики. Він став членом Товариства після того, як його ім'я подавали необхідні десять разів. Завдяки цій книзі він отримав почесний ступінь у Коледжі Вільгельма та Мері в 1756 р. та обраний до Французької академії наук у 1772 р. Теорії, розроблені Франкліном у книзі, лягли в основу подальших досліджень електрики.